# 森敬
森 敬（もり けい、1932年11月20日 - 1990年2月15日）は、日本の経済学者。専門は計量経済学。元慶應義塾大学理工学部管理工学科教授。森ビル創業者・森泰吉郎の長男としても知られた。

## 生涯
東京出身。慶應義塾大学経済学部卒業。専門とする計量経済学のマクロ経済研究にとどまらず、インキュベーション（起業）、都市情報機能の地震対策など、幅広い分野の研究を行なった。とくにインキュベーションの研究においては、単に起業支援の仕組みやその経済的影響の研究にとどまらず、太陽光自動集光・伝送装置「ひまわり」を開発し、自らも起業を実践した。
森が開発した「ひまわり」は、1978年（昭和53年）にプロトタイプが完成し、1988年（昭和63年）に市販された。平面レンズで太陽光を集光し、その光を光ファイバーで室内や地下、ビルの陰などに送る装置で、レンズは太陽の動きを自動的に追尾して常に太陽に正対する。とくに、集光の際に色収差により有害な紫外線や赤外線を除外し、可視光のみを集めて伝送することに特長がある。日照権問題の解決、植物栽培や海洋牧場による地球環境改善、病気の治療など、幅広い分野への応用が可能である。
この功績に対し、死後の1990年5月にカーネギーメロン大学からハーバート・サイモンらとともに名誉博士号が贈られた。
持病の慢性肝炎が悪化、肝不全のため1990年（平成2年）2月15日に57歳で死去。

## 家族
弟に、森稔・森章がいる。妻の森洋子は、美術史家。娘の森万里子は、現代美術の芸術家。
　